# Hans Neumüller

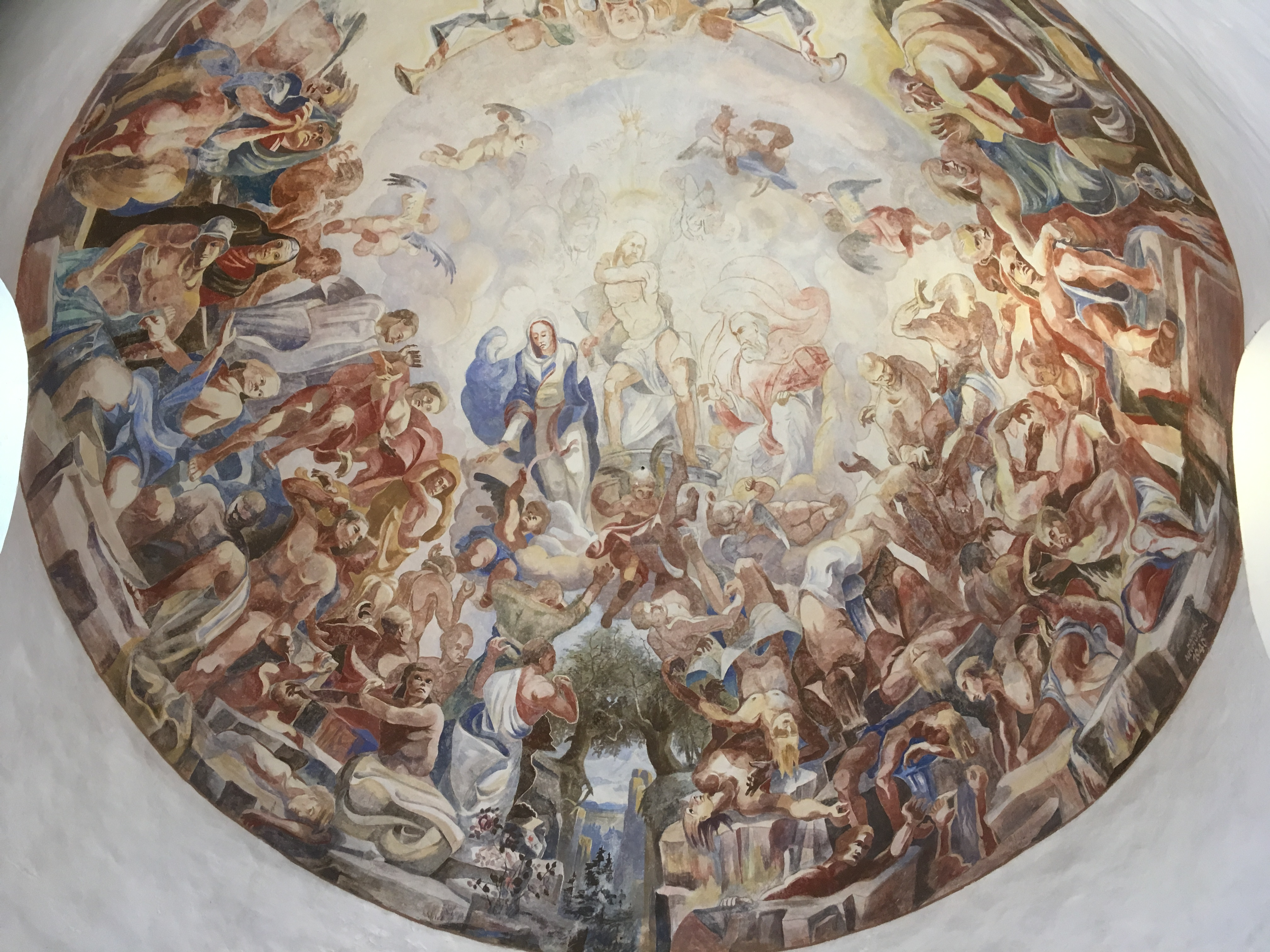
Das Jüngste Gericht, Deckenfresko im Karner der Propstei in Zwettl

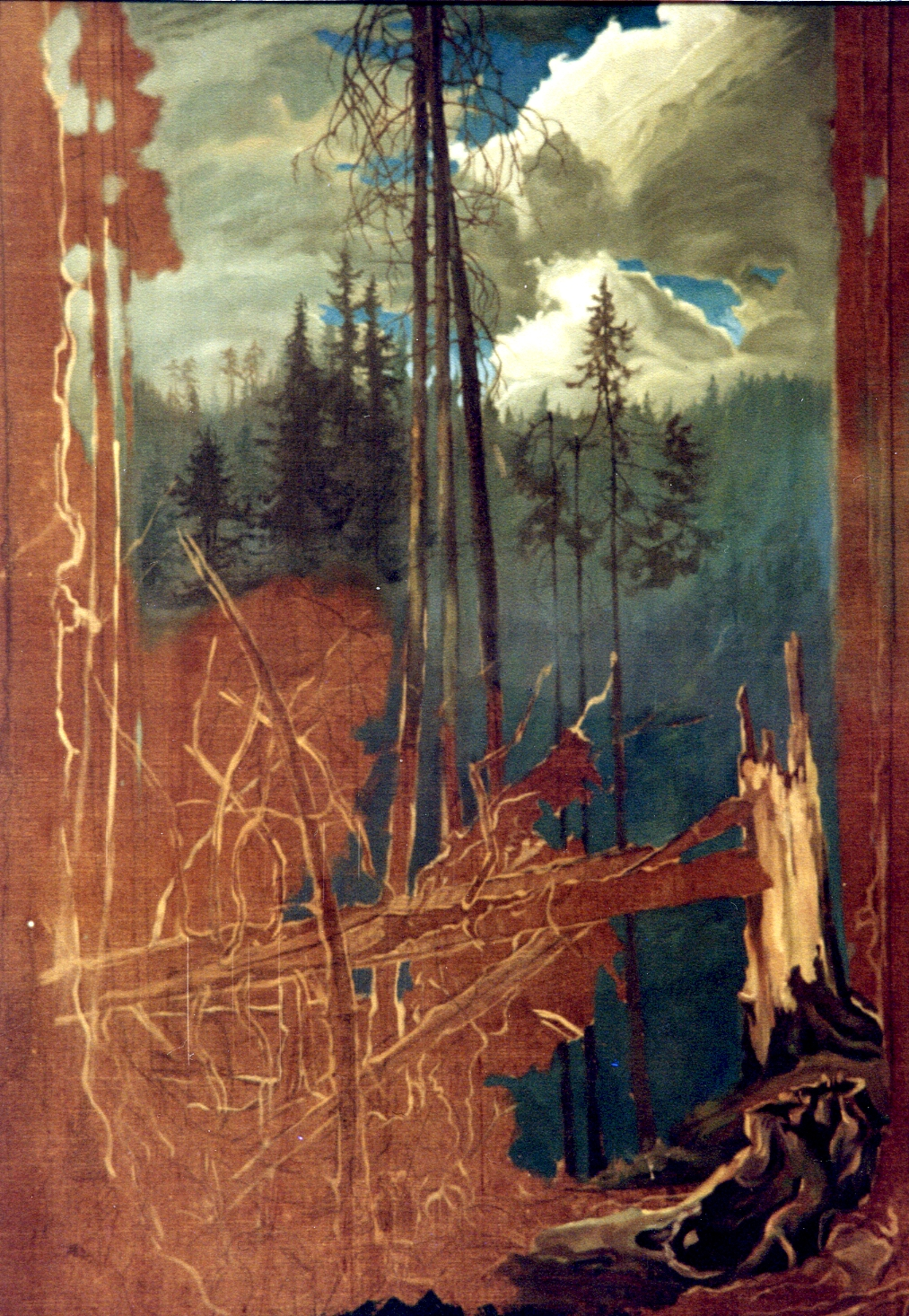
Der Windbruch, letztes, unvollendetes Gemälde

Hans Neumüller (* 6. Mai 1908 in Allentsteig; † 17. September 1953 in Spielberg bei Bad Traunstein) war ein österreichischer akademischer Maler.

## Leben
Mit seinen Eltern übersiedelte Neumüller nach Zwettl. Von 1914 bis 1923 besuchte er dort die allgemeine Volks- und Bürgerschule. Nach der Lehre als Maler und Anstreicher besuchte er 1935/36 die damalige Kunstgewerbeschule in Wien, Stubenring 3. Von 1936 bis 1938 studierte er an der Akademie der bildenden Künste Wien. Ab 1938 lebte er als freischaffender Künstler in Zwettl. 1945 gründete er eine Spezialwerkstatt für profane und sakrale Kunst in Zwettl. 1939 heiratete er Kunigunde Iretz, die die Tochter Kunigunde (* 1944) gebar. 1951 übersiedelte er mit seiner Familie nach Spielberg, wo er 1953 an Lungenkrebs starb.

## Arbeit
Hans Neumüller setzte sich in den meisten Arbeiten mit dem Waldviertel auseinander. Er war in vielen Techniken zu Hause, von großformatigen Ölgemälden, grafischen Arbeiten bis zu Holz- und Linolschnitten.
Sein Hauptwerk ist das Deckenfresko im Karner der Propsteikirche Zwettl, Das Jüngste Gericht. Seine letzte Arbeit ist sein unvollendetes Bild, Windbruch 1953. Sein Neffe Peter Neumüller, Zwettl gilt als sein wichtigster Sammler und Nachlassverwalter.